# Mo.co
Mo.co és un joc de caça de monstres que permet als jugadors unir-se en equips per lluitar contra criatures fantàstiques en entorns dinàmics. El joc destaca per la seva jugabilitat cooperativa i la necessitat d'estratègia per superar els desafiaments que presenten les diverses bèsties. Segons la descripció oficial, els jugadors poden aplicar per accedir al joc a través del lloc web oficial o obtenir invitacions de creadors de Supercell.

## Llançament i disponibilitat
Anunciat el 11 d'octubre de 2023, mo.co va entrar en fase de beta tancada del 25 d'octubre al 6 de novembre de 2023 als Estats Units, disponible exclusivament per a dispositius Android. Posteriorment, el 18 de març de 2025, el joc va ser llançat globalment amb accés per invitació. Els jugadors poden obtenir invitacions a través del lloc web oficial o de creadors de contingut de Supercell.